# Halmaheramys
Halmaheramys ist eine Nagetiergattung aus der Gruppe der Altweltmäuse (Murinae). Sie umfasst vier Arten, Halmaheramys bokimekot, die auf der indonesischen Insel Halmahera lebt, Halmaheramys wallacei, die auf den Obi-Inseln Bisa und Obira vorkommt, sowie die beiden ausgestorbenen Arten Halmaheramys bellwoodi und Halmaheramys funderus von Morotai.

## Merkmale
Die Tiere erreichen eine Kopf-Rumpf-Länge von 14,3 bis 24,1 cm, eine Schwanzlänge von 12,0 bis 21 cm, ein Gewicht von 72 bis 300 g und haben einen an ein terrestrisches (bodenbewohnendes) Leben angepassten Habitus. Der Schwanz hat eine mittlere Länge von etwa 80 % der Kopfrumpflänge und ist damit deutlich kürzer als Kopf und Rumpf zusammen. Das Fell auf dem Rücken und der Kopfoberseite ist schwarzbraun bis grau. Die Haare sind dick und borstig. Das Bauchfell ist weißlich-grau und derb. Der Übergang zwischen dem Fell der Rückenseite und dem Bauchfell ist deutlich sichtbar. Die Schnauze ist mittellang und schmal. Die Schneidezähne in Ober- und Unterkiefer haben einen orangen Zahnschmelz und sind vorne ohne Rillen. Der Erste obere Molar hat fünf Wurzeln, der Zweite vier und der Dritte drei. Der erste untere Molar hat vier Wurzeln, der zweite und der dritte drei. Der dritte Molar ist klein, verglichen mit den anderen. Die Molaren sind brachydont und schmal. Die Okklusionsmuster sind einfach. Die Ohren sind dunkelbraun bis grau. Der Schwanz ist braun mit einer kurzen weißen Spitze. Die Hautschuppen auf dem Schwanz sind quadratisch und groß. Je drei borstige Haare sind mit einer Schuppe assoziiert. Die Hinterfüße sind lang und schlank. Die Zehen und die Oberseiten der Vorder- und Hinterfüße sind weiß. Weibchen haben drei Zitzenpaare, eins hinter den Achseln und zwei in der Leistenregion. Pro Geburt bekommen sie wenigstens drei Jungtiere.

## Belege
1. 1 2  Pierre-Henri Fabre, Marie Pagès, Guy Musser, Yuli S. Fitriana, Jon Fjeldså, Andy Jennings, Knud A. Jønsson, Jonathan Kennedy, Johan Michaux, Gono Semiadi, Nanang Supriatna, Kristofer Helgen: A new genus of rodent from the Wallacea (Rodentia: Muridae: Murinae: Rattini) and its implication for biogeography and Indo-Pacific Rattini systematics. In: Zoological Journal of the Linnean Society. Bd. 169, Nr. 2, September 2013, ISSN 0024-4082, S. 408–447, doi:10.1111/zoj.12061.
2. 1 2  Pierre-Henri Fabre, Andrew Hart Reeve, Yuli S. Fitriana, Ken P. Aplin, Kristofer Helgen: A new species of Halmaheramys (Rodentia: Muridae) from Bisa and Obi Islands (North Maluku Province, Indonesia). Journal of Mammalogy 99 (1), 1. Februar 2018; S. 187–208. doi:10.1093/jmammal/gyx160.
3. 1 2  Kenneth P. Aplin, Tim F. Flannery, boeadi Boeadi, Pierre-Henri Fabre, Kristofer M. Helgen: Two new species of Halmaheramys (Murinae: Rattini) from archaeological deposits on Morotai Island, North Moluccas, Indonesia. In: Records of the Australian Museum. Band 75, Nr. 5, 13. Dezember 2023, S. 719–739, doi:10.3853/j.2201-4349.75.2023.1785.